# Norman Lane
Norman Lane (Toronto, 6 novembre 1919 – Hamilton, 6 agosto 2014) è stato un canoista canadese.

## Palmarès

### Olimpiadi
- Bronzo a Londra 1948 nel C1 10000 metri.